# 보얀 요바노비치
보얀 요바노비치(크로아티아어: Bojan Jovanović, 1980년 1월 31일~)는 크로아티아의 펜싱 선수로 주 종목은 플뢰레이다. 그는 2012년 하계 올림픽에서 남자 플뢰레 개인전에 출전하였으나 64강에서 멕시코의 다니엘 고메스에게 14-15로 패하며 탈락하였다.